# HMS Nyköping (K34)
HMS Nyköping (K34) är den fjärde korvetten av Visby-klass, och sjösattes den 18 augusti 2005. Dopet förrättades av riksdagens dåvarande talman Björn von Sydow. Fartyget påbörjade sina provturer med jungfrutur den 28 mars 2006. HMS Nyköping emmottogs av Kungl. Flottan tillsammans med systerfartyget HMS Visby (K31) den 17 december 2012. 